# Santa Severa

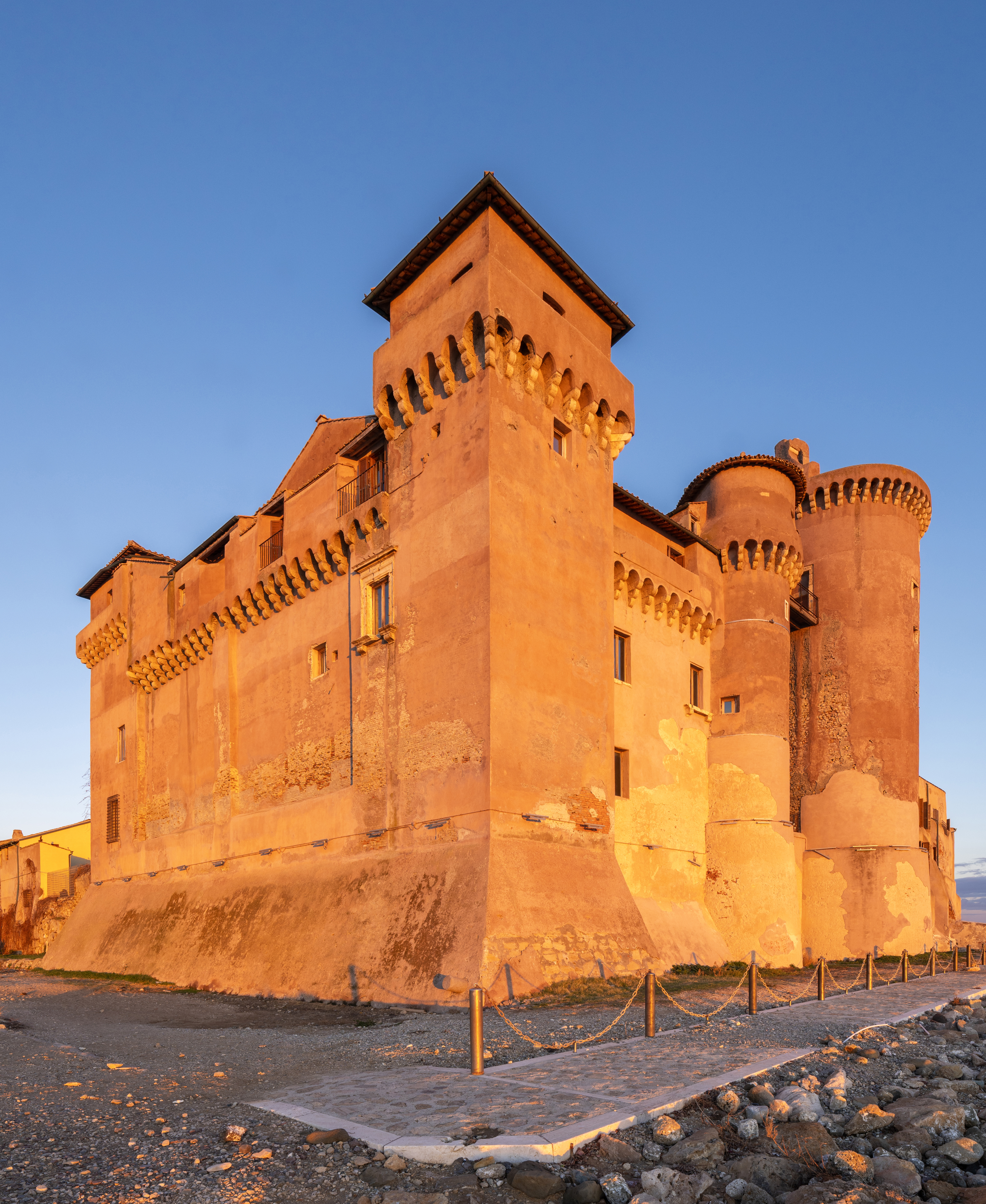
Średniowieczny zamek w Santa Severa

Santa Severa (etruski Pyrgi) – włoskie, kilkutysięczne miasteczko wypoczynkowo-kąpieliskowe, położone nad Morzem Tyrreńskim w odległości 54 km na północny zachód od Rzymu. Każdorazowo, w okresie letnim, jest odwiedzane przez setki osób nie tylko z Rzymu czy całego regionu Lazio, ale także z zagranicy, którzy pragną skorzystać z wypoczynku na malowniczej plaży.

## Z dziejów miejscowości
Pierwotnie Santa Severa nosiła nazwę Pyrgi. Miejscowość była wówczas głównym portem etruskim (budowanym w III w. p.n.e. i dobrze obwarowanym). Do dziś zachowały się jedynie wystające z morza resztki falochronów w pobliżu zamku oraz mur z potężnych głazów, okalający miasto i port. Pyrgi - Santa Severa była świętym miejscem Etrusków i całej Etrurii - tutaj znajdowała się wspaniała świątynia bogini Junony. Znalazło to odbicie w dzisiejszej nazwie głównej ulicy miasteczka - Giunone Lucina. Podczas wykopalisk archeologicznych znaleziono złote blaszki z inskrypcjami w językach etruskim i punickim, będące jednym z najstarszych świadectw o związkach starożytnej Kartaginy z Etruskami.

## Średniowieczny zamek
Do miejscowych atrakcji należy średniowieczny zamek (Castello di Santa Severa), położony nad samym morzem. Majestatyczna wieża zamkowa została zbudowana w XII wieku przez jeńców saraceńskich, dlatego nazwano ją Torre Saracena (Wieża Saraceńska). Współczesny kształt wieża zawdzięcza pracom restauratorskim, przeprowadzonym w XVI wieku. Sam zamek nosi wiele śladów przebudowy, jakie przeprowadzano w okresie Państwa Kościelnego. Ponadto znajduje się w nim kościółek ku czci św. Sewery - chrześcijańskiej męczennicy, od której imienia pochodzi współczesna nazwa miejscowości.

## Galeria fotografii

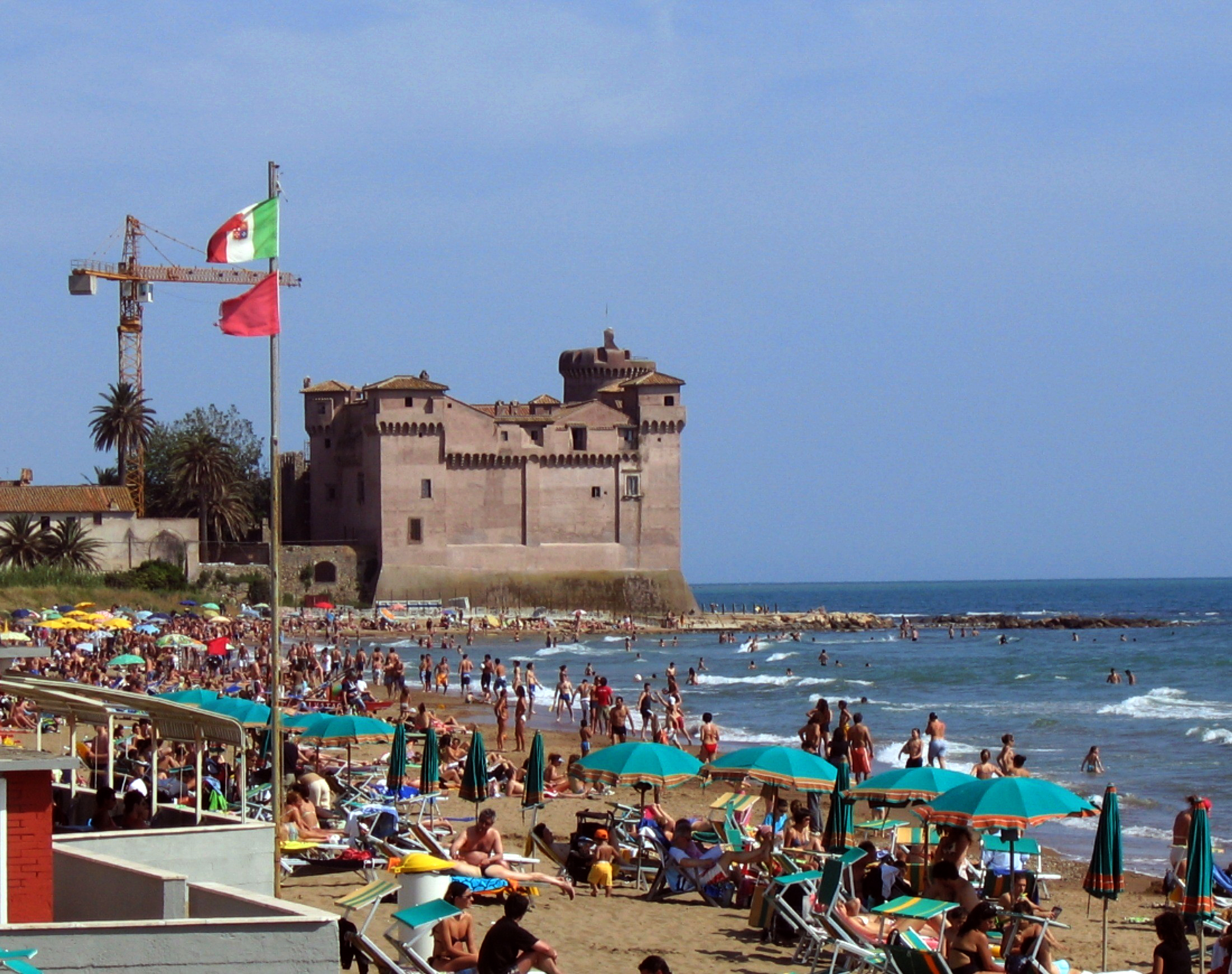
Zamek w Santa Severa
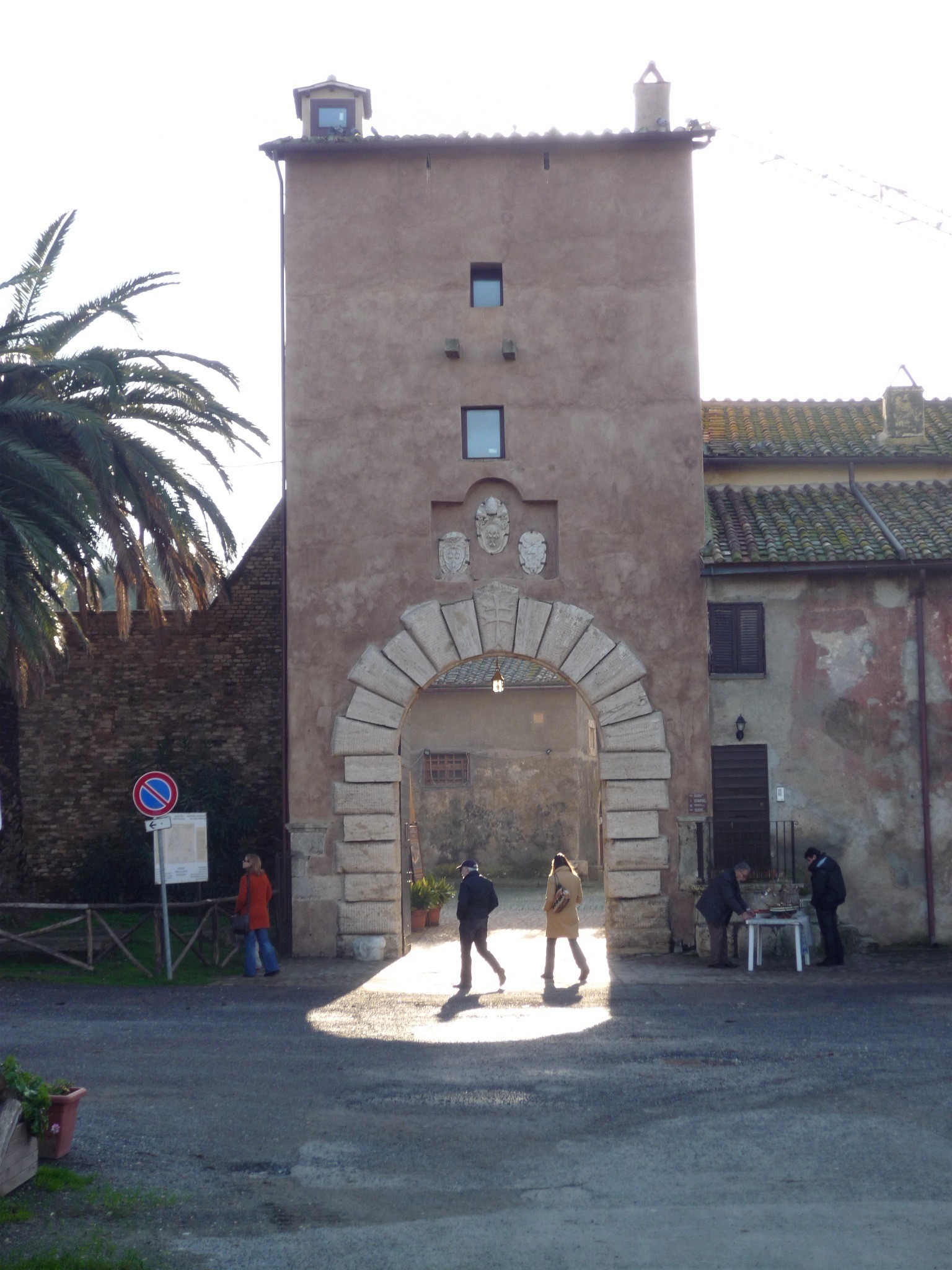
Wejście do zamku
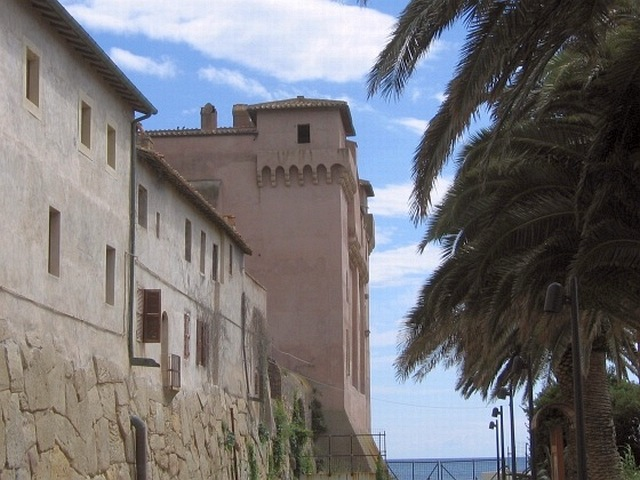
Pod murami zamkowymi
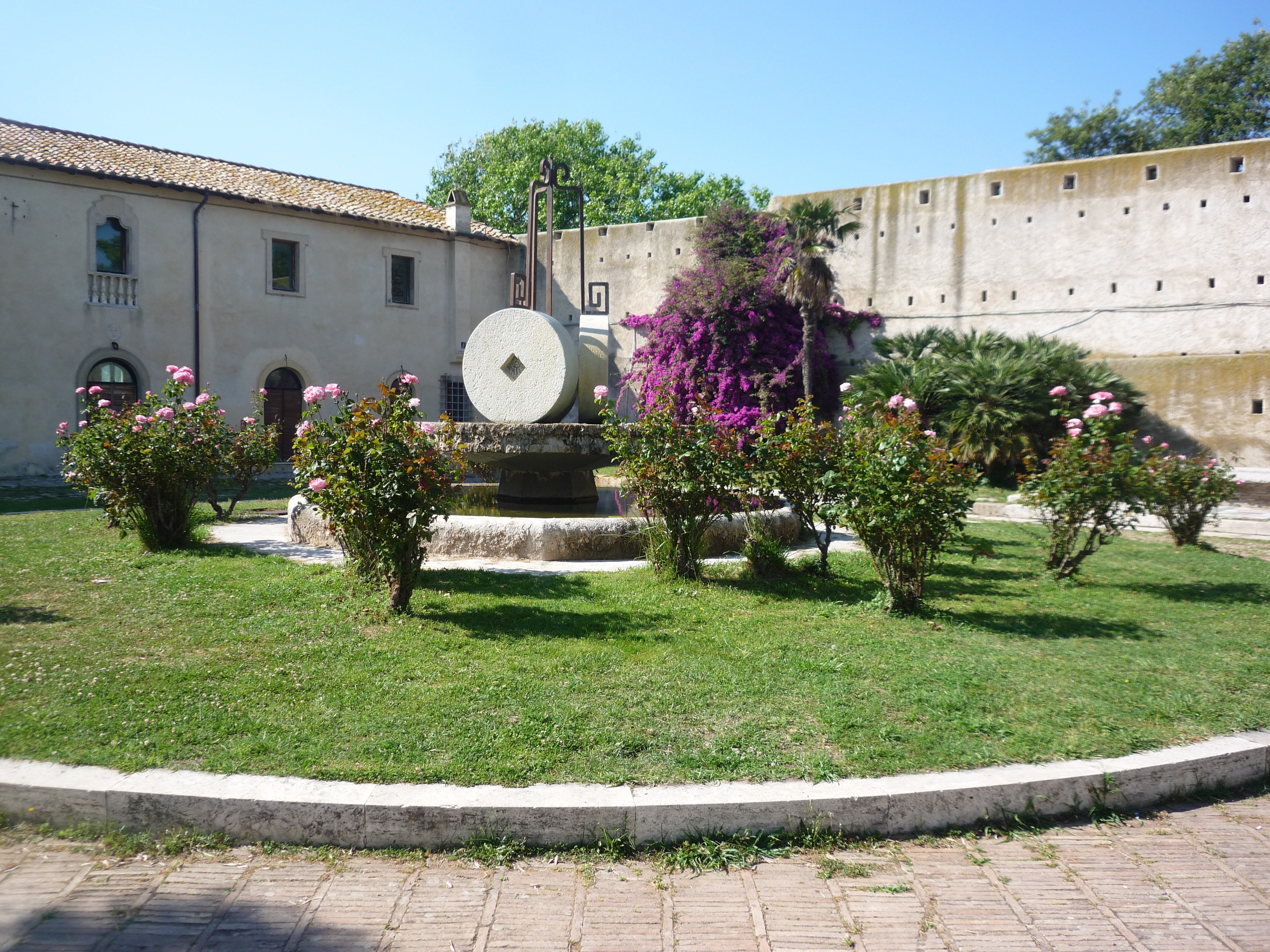
Dziedziniec zamkowy
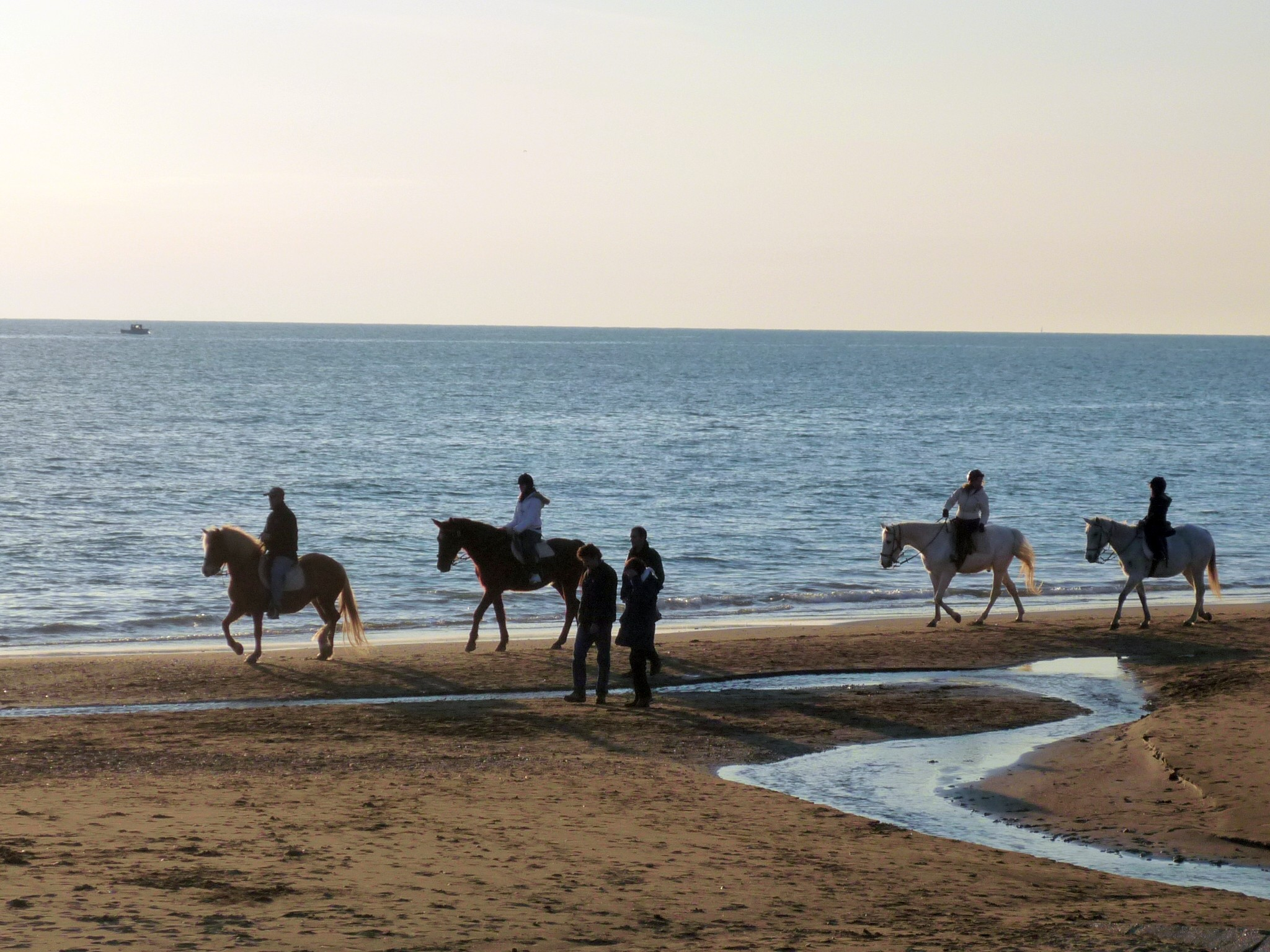
Konna przejażdżka nad brzegiem morza
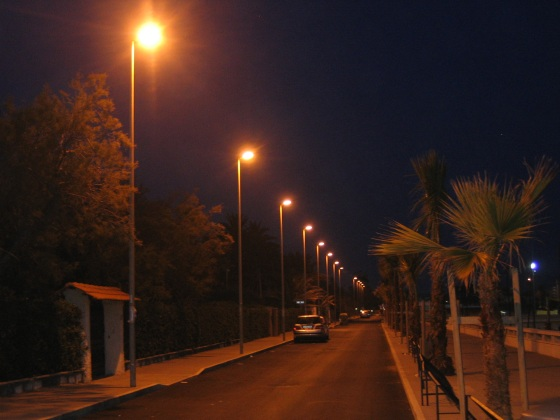
Lungomare - ulica nadmorska wieczorem
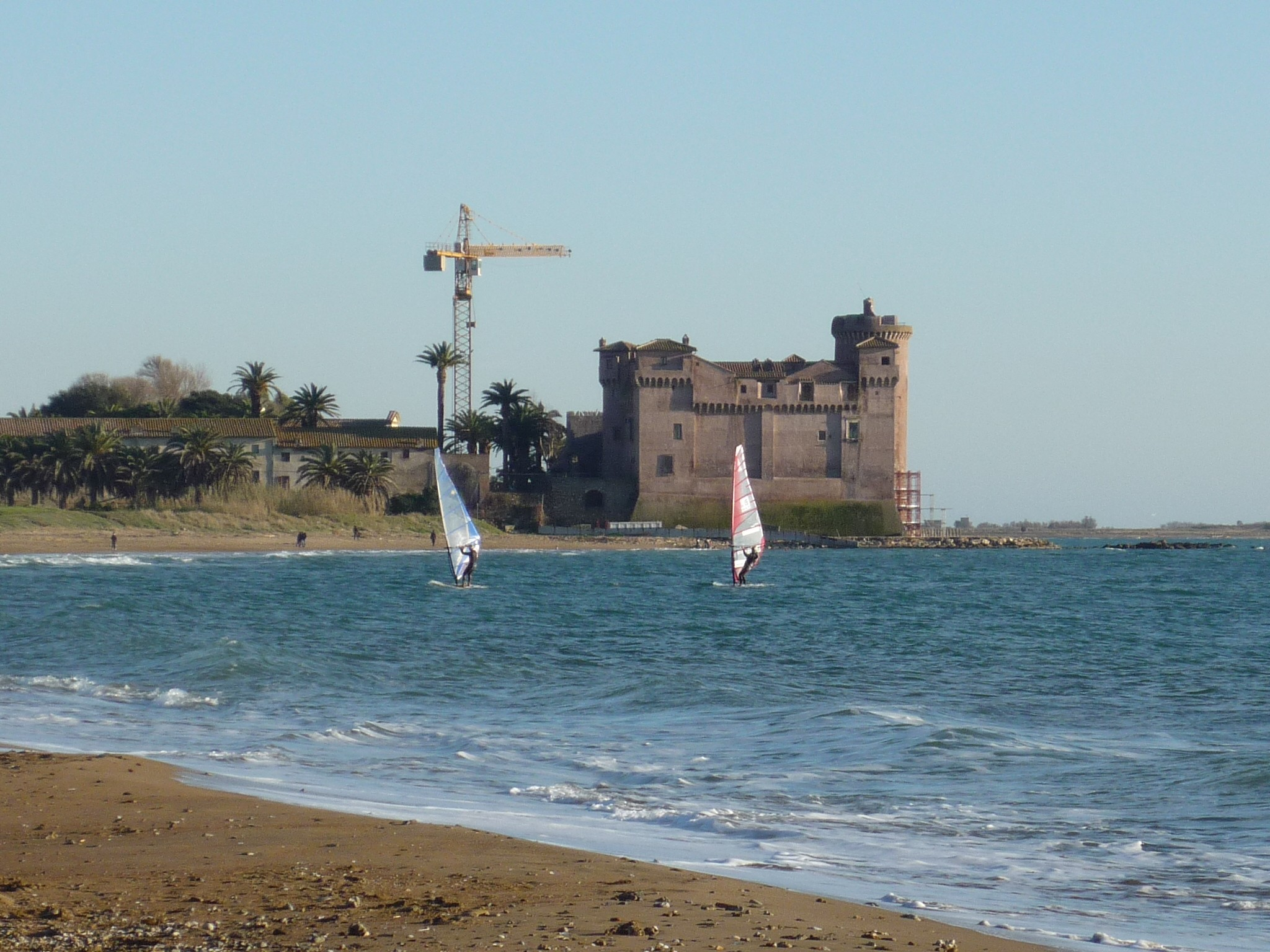
Amatorzy windsurfingu
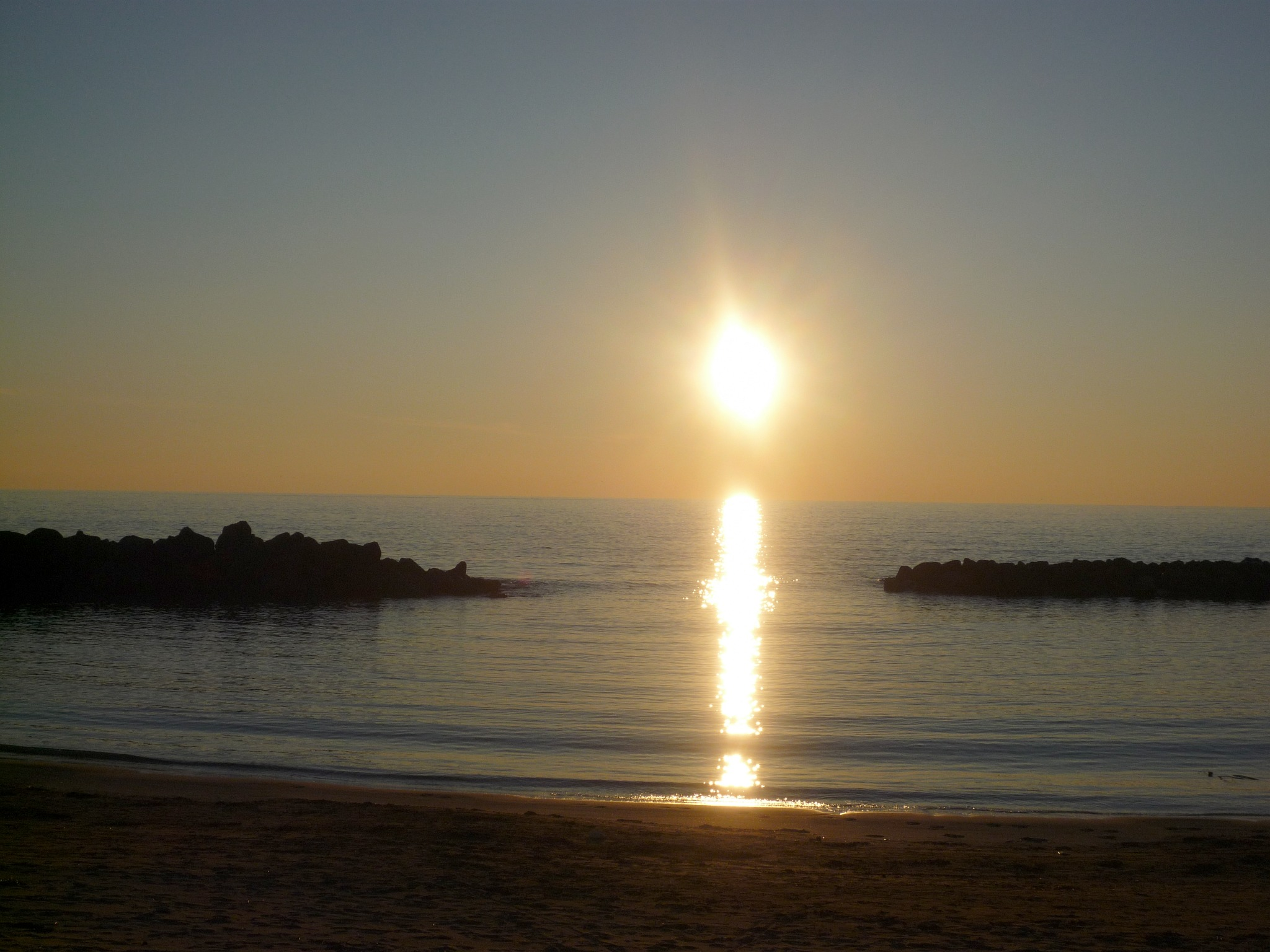
Zachód słońca nad Morzem Tyrreńskim
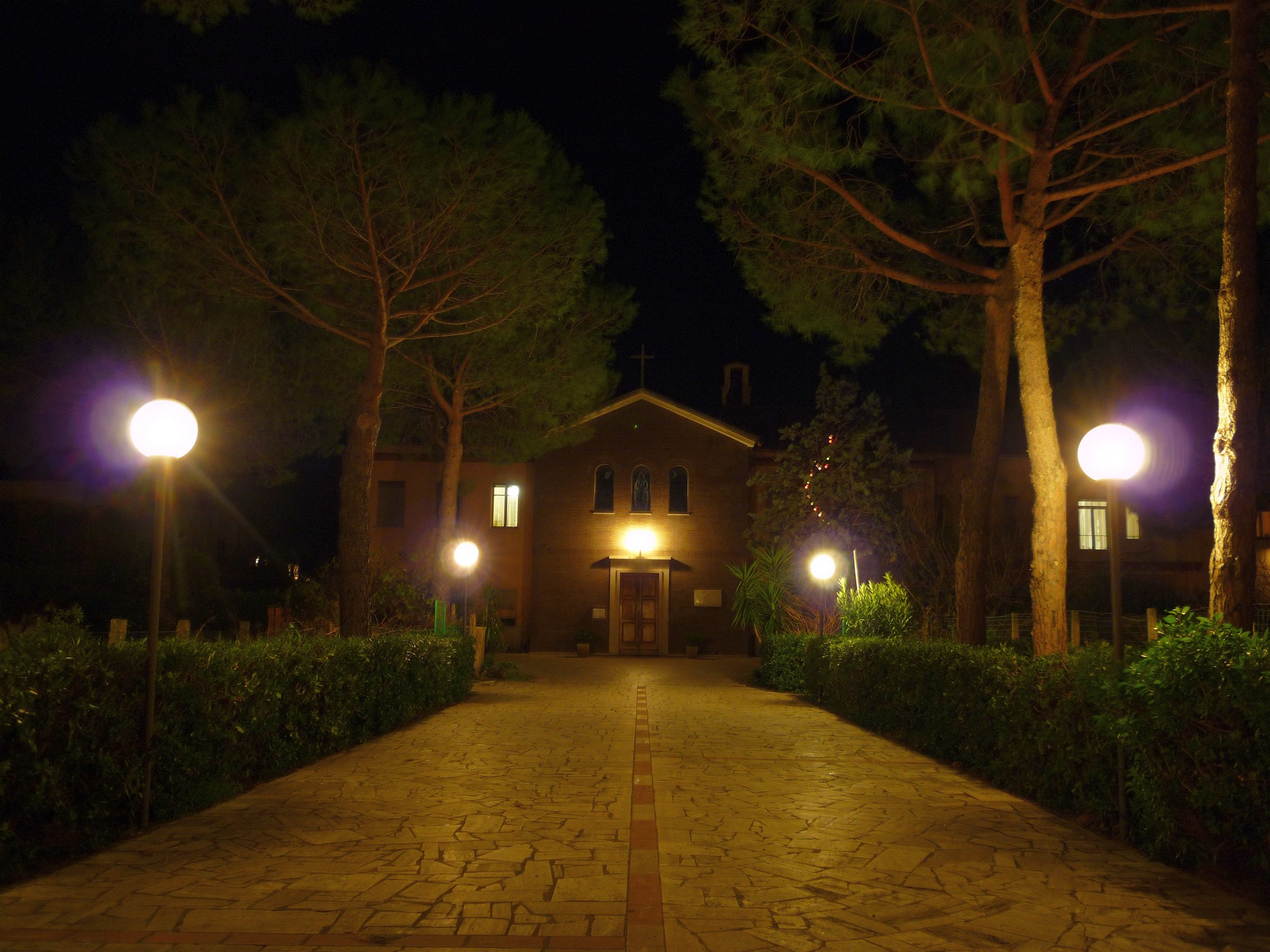
Klasztor franciszkanów w Santa Severa
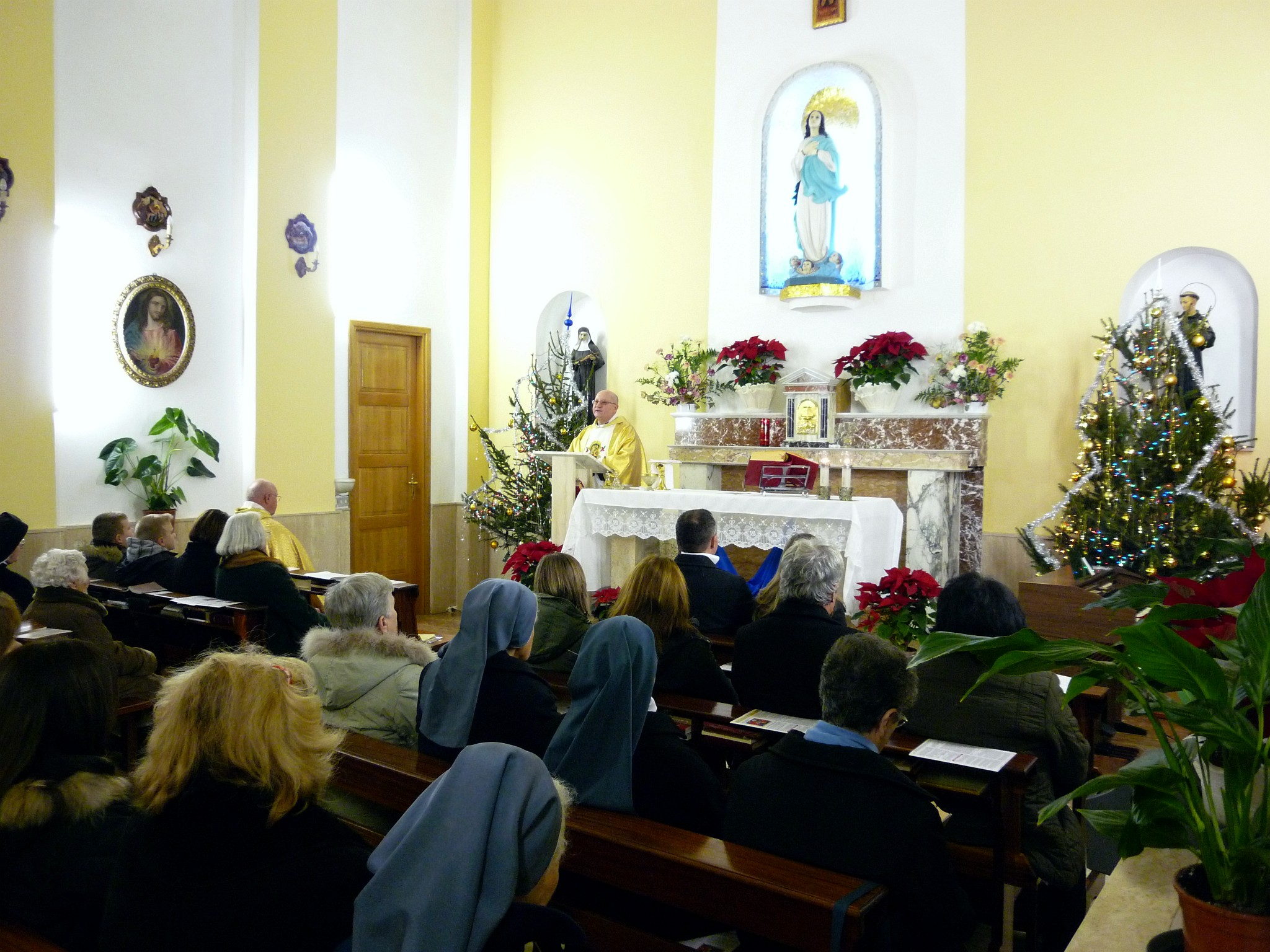
Msza św. "Pasterka" u franciszkanów
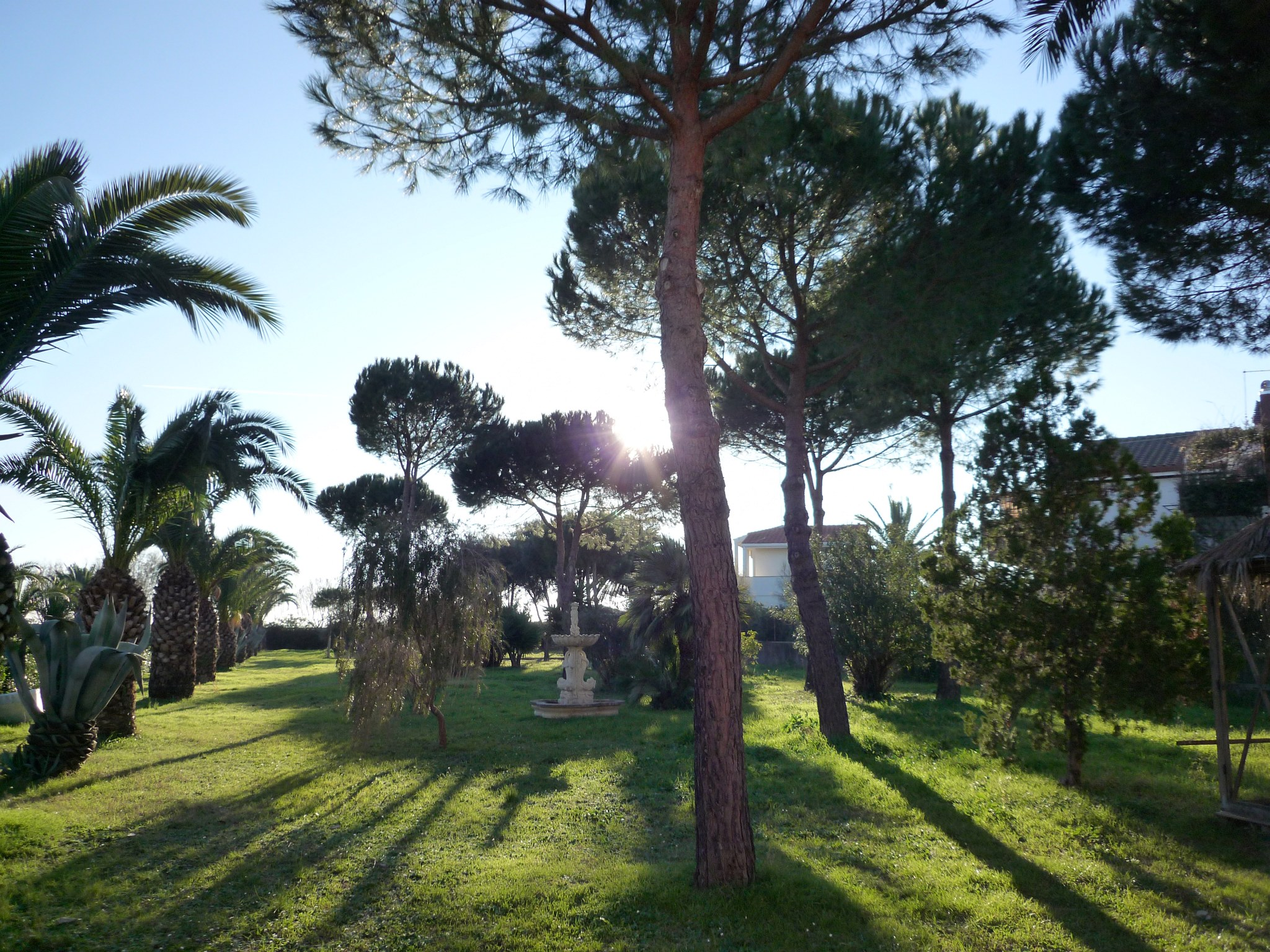
Popołudnie w ogrodzie u franciszkanów
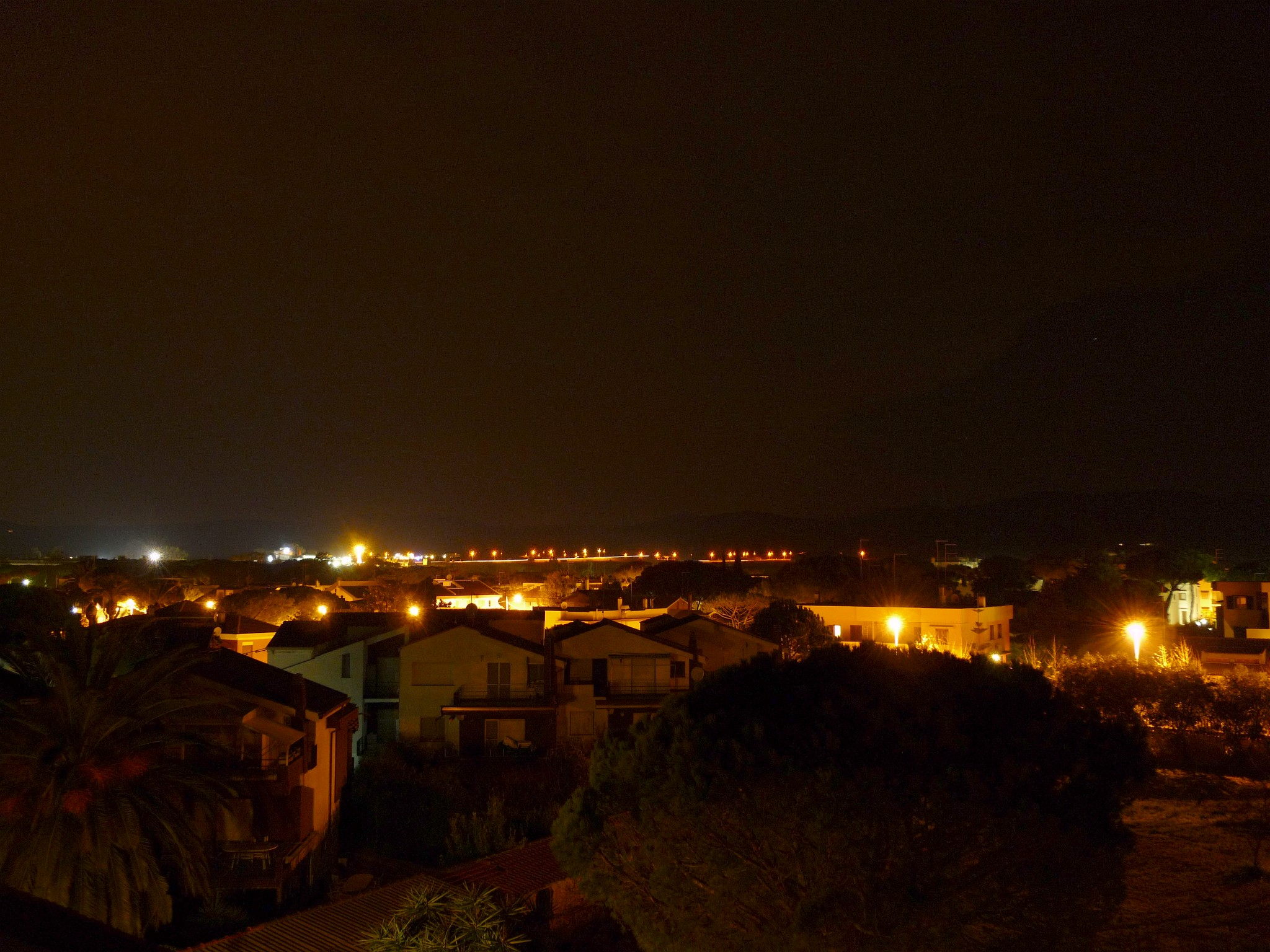
Efektowne powitanie nowego roku 2009